# 山水情
《山水情》是一部由上海美术电影制片厂于1988年拍摄的水墨动画片，也是1990年起中国动画彻底商业化之前的最后一批作品之一。

## 概况
《山水情》是一部彩色水墨动画片，由上海美术电影厂制作于1988年。本片也是中国国产动画转型商业化前最后一部精品。

## 制作人员
- 总导演：特伟[4]
- 编剧：王树忱[4]
- 导演 ：阎善春、马克宣[4]
- 人物设计：吴山明[4]、卓鹤君
- 背景设计：卓鹤君[4]
- 水墨工艺设计兼摄影： 段孝萱[4]
- 动画设计： 孙总青、姚忻、 陆成法、徐建国、金忠祥[4]
- 摄影：楼英[4]
- 摄制：施有成、孙梅华
- 录音：候申康
- 动作设计：孙总青、姚沂、陆成法、徐建国、金忠祥
- 作曲： 金复载[4]
- 古琴独奏：龚一[4]
- 演奏：上海电影乐团 指挥：王永吉

## 获奖情况
- 1988年 首届上海国际动画电影节美术片大奖[5][6]
- 1989年 第九届中国电影金鸡奖最佳美术片奖[6]
  - 广播电影电视部1988年优秀影片奖[6]
  - 首届全国影视动画节目展播大奖[1]
  - 苏联第一届莫斯科国际青少年电影节勇与美奖[5]
  - 保加利亚第六届瓦尔纳国际动画电影节优秀影片奖[5]
  - ’89上海文化艺术节优秀成果奖[1]
  - 第一届中国电影节短片汇展纪念证书[1]
- 1990年 加拿大第十四届蒙特利尔电影节最佳短片奖[6]
- 1991年 89-90年度上海文学艺术优秀成果奖[1]
- 1992年 印度孟买国际短片、纪录片、动画片电影节最佳童话片证书奖[1]
- 1993年 第三届全国电影电视声音学会奖二等奖[1]
- 2006年 法国昂西国际动画电影节 “动画实际——100部代表作品”[3]

## 脚注

### 引文
1. 1 2 3 4 5 6 7  新华社 - 《山水情》 的存檔，存档日期2015-03-11.
2. ↑  动画艺术辞典，第128頁
3. 1 2  征途 走向百年的中国动画，第41頁
4. 1 2 3 4 5 6 7 8 9 10  中国动画史，第187頁
5. 1 2 3  .   [2015-04-07]. （原始内容存档于2015-04-12）.
6. 1 2 3 4  .   [2015-04-07]. （原始内容存档于2010-02-10）.